# Gastronomía de la provincia de Guadalajara

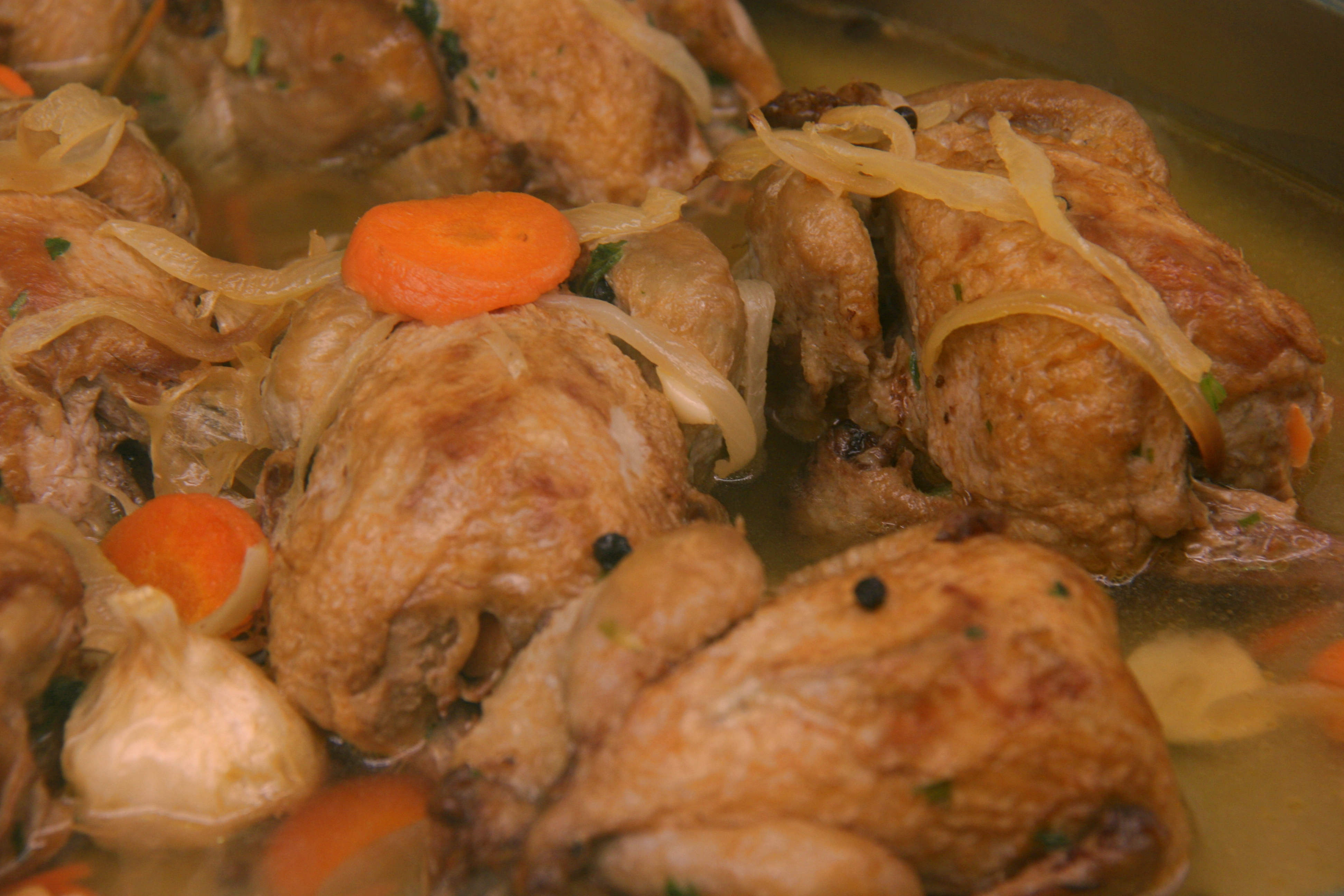
Las perdices en escabeche son una de las variedades de la provincia.

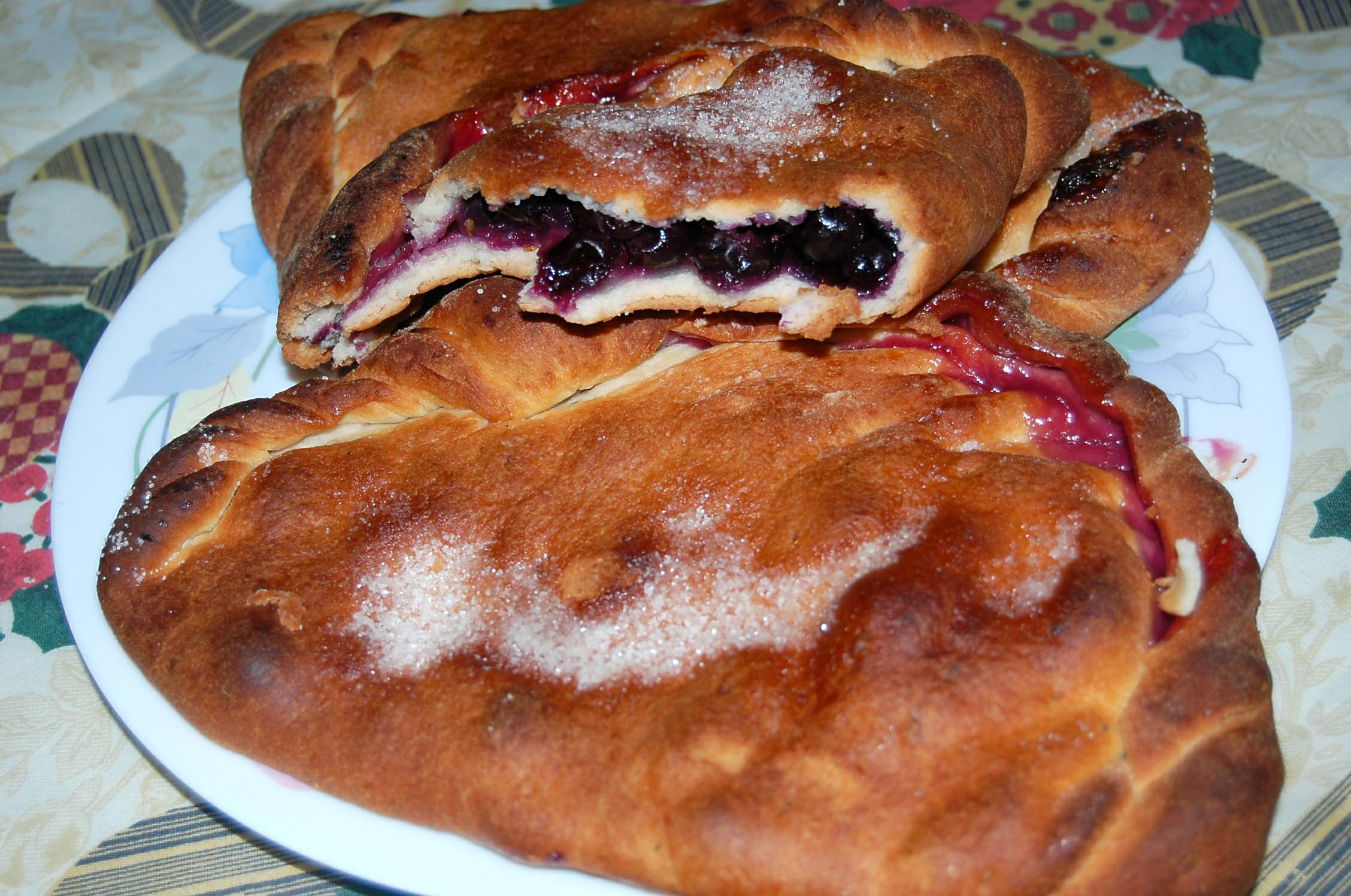
Unas harinosas, mostrando las uvas en el interior.

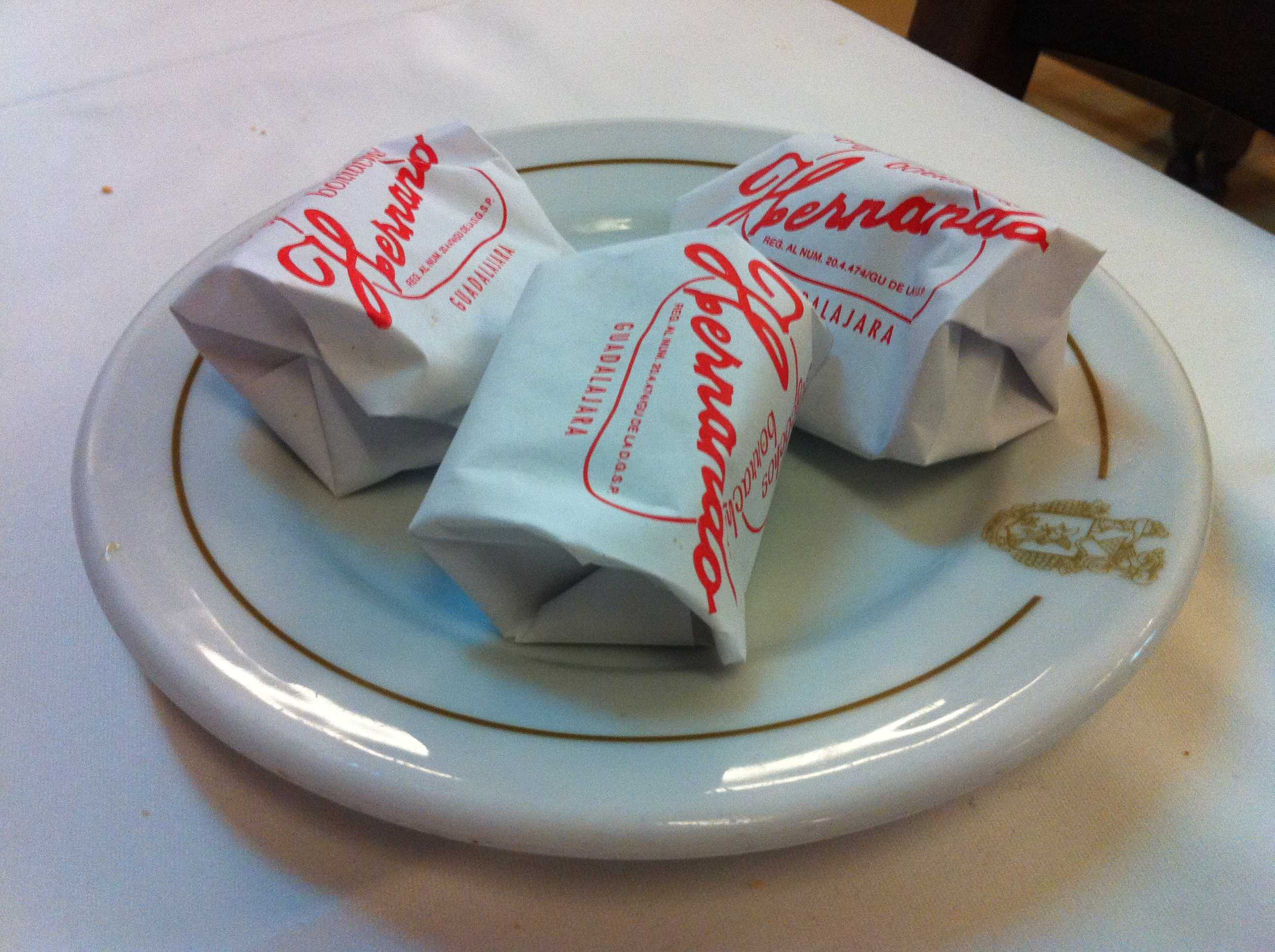
Los Bizcochos borrachos.

La Gastronomía de la provincia de Guadalajara es el conjunto de preparaciones y costumbres culinarias de la provincia de Guadalajara (Castilla-La Mancha).  La geografía se divide en las tierras altas y las ribereñas de los ríos Henares, Jarama y Tajo lo que hace suponer una abundante variedad de pesca fluvial. Es una provincia escasa en producción vitivinícola. Esta provincia posee una relativa cercanía con Madrid.

## Ingredientes
La Alcarria tiene área de influencia en esta provincia, de esta forma se encuentra una cierta producción de miel. Los quesos artesanos de leche de cabra son afamados.

### Verduras y hortalizas
Las huertas proporcionan abundantes ingredientes vegetales a la cocina de la provincia. En el terreno de las legumbres es popular las judías con chorizo

### Carnes y pescados
Las zonas de caza permiten aporte de diversas carnes. En el terreno de la caza menor los platos de codorniz como pueden ser en codornices en escabeche, la ensalada de codornices, las codornices con funda. El empedrado de liebre que es una preparación picante. Dentro de los productos derivados de la carne de cerdo son muy populares el hornazo de Tamajón que es una empanada que contiene en su interior picada: jamón, chorizo, una pierna de cordero, así como verduras diversas. Las magras de cerdo con tomate. Cabe destacar como curiosa la preparación de un pastel de carne: el pastel de cordero a la Alcarria. El cabrito asado a la "barreña" típico de Jadraque, la cabeza de cordero elaborada al horno.
Entre los recursos fluviales de la provincia se encuentran las ancas de rana que se elaboran fritas, resulta curiosa la preparación de cangrejos al ron típica de la localidad de Mandayona.

## Repostería
Una de las recetas más populares y propias de la provincia son las albóndigas en dulce (una especie de fruta de sartén) que se elaboran con requesón, huevos y azúcar. De la misma forma son conocidas las harinosas, una especie de empanadilla rellena de uvas maduras (uvas negrillas). Los bizcochos borrachos son una preparación muy habitual en la Ciudad de Guadalajara durante los carnavales.